# Over My Shoulder (Mike + The Mechanics)
Over My Shoulder è un singolo del gruppo musicale britannico Mike + The Mechanics, pubblicato il 13 febbraio 1995 come primo estratto dal quarto album in studio Beggar on a Beach of Gold.

## Successo commerciale
Il singolo ottenne successo in Europa.

## Video musicale
Il video è stato girato nel villaggio di Chiddingfold, situato nel borough di Waverley nel Regno Unito.
Come si può osservare, nel video compaiono soltanto Carrack, Young e Rutherford, in quanto il brano è stato inciso soltanto da loro, senza gli altri componenti della band che non vi presero parte.

## Formazione
- Paul Carrack – voce, chitarra acustica
- Paul Young – chitarra acustica
- Mike Rutherford – chitarra acustica